# Bulbophyllum curranii
Bulbophyllum curranii là một loài phong lan thuộc chi Bulbophyllum.